# Hurry Go Round
"Hurry Go Round" é o décimo primeiro single do músico japonês hide, o quarto sob o nome hide with Spread Beaver, lançado em 21 de outubro de 1998. A canção foi deixada incompleta no momento da morte de hide em 2 de maio de 1998, sendo finalizada por seus companheiros de banda Spread Beaver e incluída no álbum póstumo Ja, Zoo.
Em 2 de maio de 2007, o single foi relançado com uma nova capa. Em 8 de dezembro de 2010, foi relançado novamente como parte do projeto "The Devolution Project", onde foram lançado os onze singles originais de hide em vinil de disco de imagem.

## Produção
No Visual Japan Summit em 15 de outubro de 2016, Teru do Glay afirmou que contaram a ele que o single do Glay de 1997 "However" inspirou hide a escrever "Hurry Go Round".
"Hurry Go Round" foi uma das canções de Ja, Zoo que estava inacabada no momento da morte de hide. Eric Westfall, um dos engenheiros de gravação e mixagem do álbum, revelou que mais ou menos uma semana após a morte de hide, ele e I.N.A tiveram um momento emocionalmente difícil tentando terminar o álbum, já que as televisões no estúdio ainda falavam sobre a morte do músico e que os dois choravam enquanto trabalhavam individualmente. Também acresentou que "Hurry Go Round" deu a eles uma dificuldade particular devido ao seu tema lírico "pesado" e "sombrio" sobre "o ciclo da vida". I.N.A tinha apenas uma ou duas gravações temporárias dos vocais de hide para finalizar a música.
Westfall afirmou que as notas do encarte que dão crédito a Rich Breen por mixar a faixa estão incorretas e que a mixagem realmente usada foi feita por ele mesmo. Apesar de ter sido informado a ele de que seria corrigido, isso não aconteceu em impressões posteriores.

## Recepção e legado

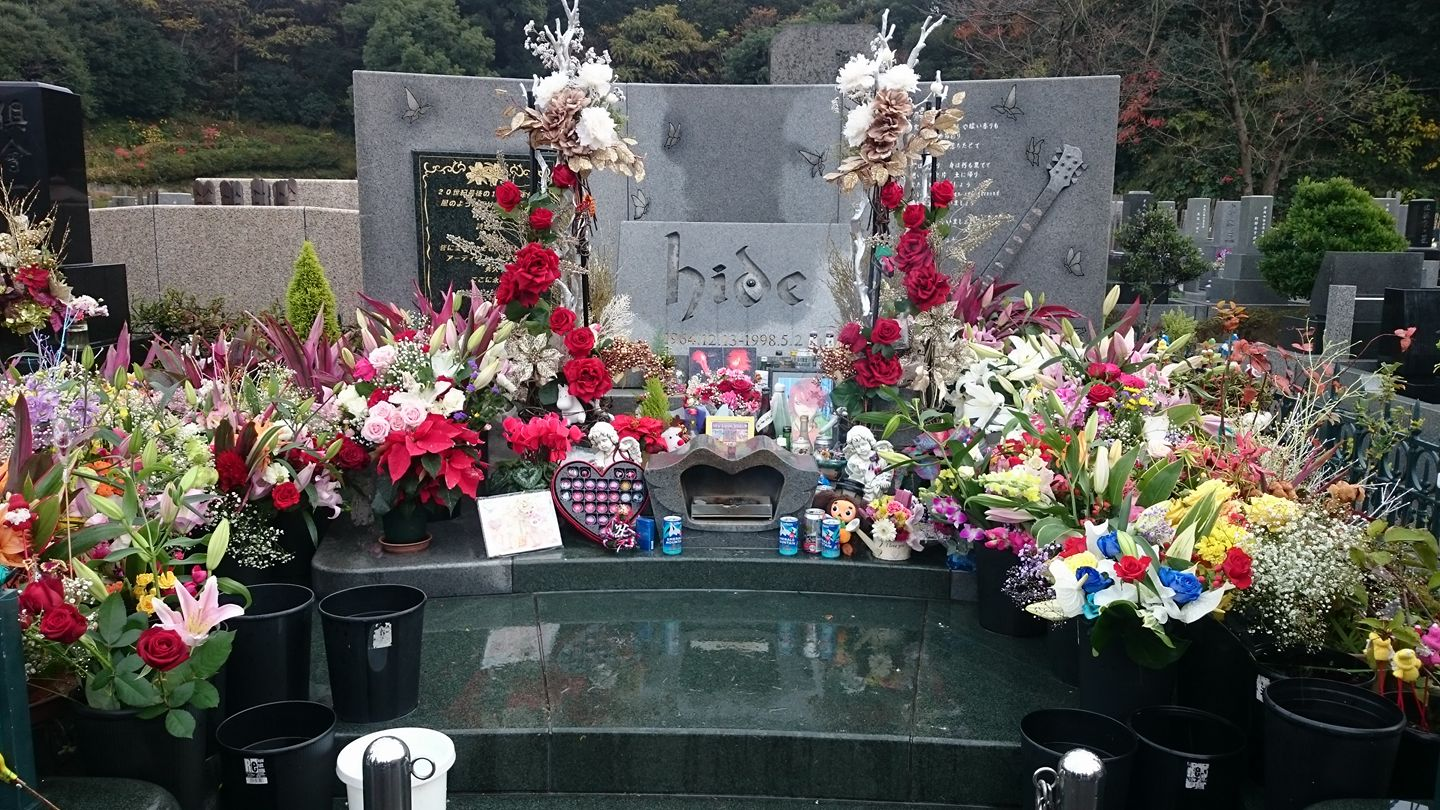
A letra de "Hurry Go Round" gravada na lápide de hide à direita, parcialmente encoberta por flores logo acima da escultura de uma de suas guitarras.

"Hurry Go Round" alcançou o segundo lugar na parada da Oricon Singles Chart. Até o final do ano, vendeu 567.890 cópias e foi o 41º single mais vendido do ano, sendo certificado Platina pela RIAJ.
Parte da letra da música está gravada na lápide de hide. "Hurry Go Round" foi escolhido como o título de um documentário de 26 de maio de 2018 sobre o músico. Seu tema de encerramento é uma nova versão da canção intitulada "Hurry Go Round (hide Vocal Take 2)". Esta versão da música tem apenas a voz de hide e o violão de Pata, e está incluída no álbum tributo Tribute Impulse, de 6 de junho de 2018.
O 251º capítulo da série de mangá Samurai X, publicado em setembro de 1999, é intitulado "Hurry Go Round" em homenagem a canção. O autor, Nobuhiro Watsuki, ouviu bastante a música enquanto desenhava o arco final da série e sentiu que combinava bem com os personagens Yukishiro Enishi e Hitokiri Battōsai, e se referiu a ela como a música tema do arco Jinchū.

## Faixas
Todas as faixas escritas e compostas por hide. 
| N.º | Título                               | Duração |  |
| 1.  | "Hurry Go Round"                     | 5:04    |  |
| 2.  | "Hurry Go Round (Voiceless Version)" | 5:01    |  |

## Créditos
Créditos presentes nas notas do encarte de Ja, Zoo.
- hide - vocais
- I.N.A - coprodutor, programação, engenheiro de gravação, arranjos adicionais
- Joe - bateria
- Chirolyn - baixo
- Kiyoshi - guitarra
- Pata - violão
- Gotchin - violão
- Neko Saito - arranjo de cordas
- Neko Saito Group - cordas
- Rich Breen - engenheiro de mixagem (na Ocean Way)
- Eric Westfall - engenheiro de gravação
- Hiroshi Nemoto - engenheiro assistente (Estúdio Hitokuchizaka)
- Masami Konagaya - engenheiro assistente (Estúdio Hitokuchizaka)

## Versões cover
A música foi tocada por Scarlett para o Crush! 3 - 90's V-Rock Best Hit Cover Love Songs-, lançado em 27 de junho de 2012 e apresenta bandas recentes visual kei fazendo covers de canções românticas de artistas visual kei dos anos 90. Também foi reproduzida por Cell para o álbum tributo Tribute II -Visual Spirits- e por Hero no Tribute III -Visual Spirits-, ambos os álbuns lançados em 3 de julho de 2013. Shion também fez uma versão cover no Tribute VI -Female Spirits-, lançado em 18 de dezembro de 2013.